# What Could Have Been Love
What Could Have Been Love é uma canção da banda norte-americana Aerosmith. Foi lançado como terceiro single de seu décimo quinto (15º) álbum de estúdio, o Music from Another Dimension!, no dia 22 de Agosto de 2012. No CD, a música encontra-se em número 07, entre "Legendary Child" e "Street Jesus".
A música foi lançada direto para as rádios e, assim como Lover Alot, não houve nenhum marketing ou pronunciamento sobre o lançamento do single além do vídeo no site oficial da banda, o Aeroforceone.com, no qual Tom Hamilton explicou que o novo single iria estrear no final de Agosto.
"What Could Have Been Love" começou a ser escrita por Steven Tyler em 2005 e, como ele estava muito envolvido com ela e não queria a deixar de lado, Marti Frederiksen o ajudou com o término da composição e com a produção da mesma em 2011.

## Crítica
O site Ultimate Classic Rock deu nota 5/10 à música. Segundo eles, "se você quer mais guitarras, mais 'Legendary Child', mais do Rock dos anos 70 de Jack Douglas e do Aerosmith, então esta música não irá te satisfazer", e "poucos irão apreciar o desaparecimento de Joe Perry nas guitarras, ou Tyler com sua marca oficial no vocal entre solos de gaita".

## Clipe
No dia 18 de Setembro de 2012, Steven Tyler anunciou via Twitter e Facebook que o próximo clipe do Aerosmith a ser gravado e lançado seria o de "What Could Have Been Love" e que seria dirigido por Mark Klasfeld.Nos dias 20 e 21 do mesmo mês, algumas fotos das gravações foram divulgadas. No dia 16 de Outubro, Tom Hamilton anunciou que o clipe estava pronto e que iria ser divulgado no dia 19. No dia 18 o clipe vazou am alguns sites de música e, então, no dia 19 o clipe foi lançado oficial no Youtube através do VEVO, assim como "Legendary Child".

## Desempenho nas paradas
| Parada                                  | Posição |
| --------------------------------------- | ------- |
| MTV Brasil                              | #1      |
| Japan Hot 100                           | #7      |
| Hot AC                                  | #21     |
| Billboard Adult Pop Songs               | #22     |
| Billboard Hot Adult Contemporary Tracks | #28     |
| Billboard Rock Songs                    | #48     |